# Adelaida de Italia
Adelaida o Adela de Italia (928/933-16 de diciembre de 999) fue emperatriz coronada del Sacro Imperio Romano Germánico y regente del mismo.

## Primer matrimonio
Era la hija de Rodolfo II de Borgoña y de Berta de Suabia. Su primer matrimonio (en 947, antes del 27 de junio), a la edad de 15 años, fue con el hijo del rival de su padre en el trono de Italia, Lotario II, el rey nominal de Italia. Esta unión era parte de un acuerdo político diseñado para establecer la paz entre el padre de la novia y Hugo de Provenza, el padre del novio. Tuvieron una hija, Emma de Italia, que llegó a ser reina de Francia Occidental al casarse con el rey de Francia Lotario.
El santoral con la vida de los santos afirma que su primer marido fue envenenado el 22 de noviembre de 950 en Turín por el verdadero titular del poder en Padania y su sucesor como rey de Italia, Berengario II de Italia de la Casa de Ivrea, que trató de cimentar su poder político obligando a Adelaida a casarse con su hijo, Adalberto. La joven viuda se negó y huyó, pero fue localizada y encarcelada en Como el 20 de abril de 951 por orden de la esposa de Berengario, Willa de Arlés, siendo maltratada por ella, pues seguía negándose a casarse con su hijo Adalberto. Adelaida logró fugarse de sus opresores el 20 de agosto de 951, primero a Reggio Emilia y luego acogerse a la protección de Adalberto Atto de Canossa en el castillo de Canossa, que fue asediado por Berengario sin que consiguiera asaltarlo.

## Esposa de Otón el Grande
Adelaida pudo enviar un emisario para acogerse a la protección del emperador Otón el Grande, que mantenía un ejército en Italia. Adelaida y Otón se reunieron en Pavía, la capital histórica lombarda, donde Otón se hizo coronar rey de los lombardos el 23 de septiembre de 951, reforzando su legitimidad al casarse seguidamente (octubre-noviembre) con la propia Adelaida, viuda del último rey legítimo. Berengario aceptó en principio la principalía de Otón y rendirle homenaje a cambio de mantenerse como rey en Italia, como así sucedió. 
Otón retornó a Alemania junto con su nueva esposa, donde cimentó la existencia del Sacro Imperio al derrotar a los invasores húngaros en la batalla de Lechfeld (10 de agosto de 955) y al extender los límites de la Francia Oriental hasta más allá del río Elba, venciendo a los obroditas y otros eslavos del Elba en la batalla de Recknitz (16 de octubre de 955). Unos años antes, en 953, la revuelta del hijo del primer matrimonio de Otón (y presunto heredero), Liudolfo, duque de Suabia, contra su padre fue sofocada por este, que le desposeyó de su título ducal. Aunque fue perdonado por su padre, el emperador, perdió su estima y este hecho favoreció la posición de Adelaida y de su descendencia en la corte. Adelaida también consiguió retener toda su dote territorial.
Adelaida acompañó a su esposo en su segunda expedición a Italia, destinada a someter la revuelta de Berengario II y a proteger al papa Juan XII. En Roma, Otón el Grande fue coronado emperador el 2 de febrero de 962 por el Papa Juan XII y Adelaida fue coronada emperatriz en la misma ceremonia (excepcionalmente, pues no era muy común este ceremonial de doble coronación emperador-emperatriz en el Sacro Imperio Romano Germánico). También acompañó a su esposo Otón en 966 en su tercera expedición a Italia, donde permaneció con él durante seis años.

## Descendencia con Otón el Grande
Otón y Adelaida tuvieron cinco hijos, de los que solo tres alcanzaron la edad adulta:
- Enrique (entre 952/953-7 de abril de 954)
- Bruno (entre 953/954-8 de septiembre de 957)
- Matilde (principios de 955-6 de febrero de 999) fue abadesa de Quedlinburg desde 966, acompañó a su hermano Otón II a Roma en las Navidades de 981 y recibió de éste un legado importante a su muerte; por último, fue regente en Alemania de su sobrino Otón III durante su ausencia por el viaje a Roma del emperador; está enterrada en la iglesia de la Abadía de Quedlinburg.
- Otón II el Sanguinario (finales de 955-7 de diciembre de 983) fue el sucesor de su padre como Emperador del Sacro Imperio Romano Germánico.
- Riclinda (?-después del 1 de noviembre de 1007), casada con Conrado de Öhningen, duque de Suabia en 983; solo algunas fuentes secundarias la hacen hija del matrimonio de Otón el Grande con Adelaida.

## Viuda y regente
Cuando su marido Otón I el Grande falleció el 7 de mayo de 973 en Memleben (un palacio en las tierras familiares de los Otónidas, a orillas del río Unstrut), su sucesor en el reino fue su hijo Otón II, y Adelaida ejerció durante algunos años una poderosa influencia en la corte. Sin embargo, más tarde su nuera, la princesa bizantina Teófano, volvió a su esposo contra ella y Adelaida fue expulsada de la corte en 978. Durante su exilio, repartió su tiempo viviendo parte en Italia y parte en el Arelato con su hermano Conrado de Borgoña, rey de Borgoña, por cuya mediación se reconcilió finalmente con su hijo: a principios de 983 Otón II la nombró su virrey en Italia. No obstante, cuando Otón II murió el mismo año, y aunque tanto la madre como la abuela del niño-rey Otón III fueron nombradas corregentes, Teófano obligó a Adelaida a abdicar y la exilió, a la muerte de la emperatriz en 991, y Adelaida fue restablecida como regente de su nieto. Estuvo asistida por San Willigis, obispo de Maguncia. En 995, cuando Otón III alcanzó la mayoría de edad y empezó a reinar personalmente, Adelaida fue libre de dedicarse exclusivamente a sus obras de caridad, en particular a la fundación y restauración de casas religiosas: monasterios, iglesias y abadías.

## Años finales
Adelaida había mantenido durante mucho tiempo estrechas relaciones con la Abadía de Cluny, entonces el centro del movimiento de la reforma eclesiástica y, en particular, con sus abades San Mayol y San Odilón. Adelaida se retiró a un monasterio que había fundado alrededor del año 991 en Selz, localidad al norte de Alsacia. Aunque ella nunca llegó a profesar como monja, pasó el resto de sus días en oración siguiendo la regla monástica de Selz. 
De camino a Borgoña en apoyo de su sobrino el rey Rodolfo III de Borgoña contra una rebelión de nobles, Adelaida murió en la Abadía de Selz el 16 de diciembre de 999, a pocos días del fin del milenio, que, como muchos en su tiempo, Adelaida creía que señalaba la Segunda Venida de Cristo en la Tierra y el fin de los tiempos. Fue enterrada en la Abadía, aunque después de unas graves inundaciones, que casi la destruyeron por completo en 1307, las reliquias de la santa, milagrosamente salvadas, fueron trasladadas a la iglesia parroquial de la localidad de Seltz, dedicada a San Esteban, donde reposan en la actualidad.
Adelaida se dedicó constantemente al servicio De la Iglesia y del Imperio como guardiana de ambos y garante de la paz. También se interesó por la conversión de los eslavos de las marcas orientales. Históricamente ha sido considerada como una de las principales artífices de la labor de la Iglesia católica en la construcción de la Cristiandad. Su día de fiesta, el 16 de diciembre, aún se observa en muchas diócesis de Alemania.